# Élections cantonales de 2011 en Gironde
Les élections cantonales ont eu lieu les 20 et 27 mars 2011.

Résultats des élections cantonales en Gironde en mars 2011 :
Parti socialiste
Union pour un mouvement populaire
Front de gauche
Canton non renouvelable

## Contexte départemental

### Assemblée départementale sortante
Avant les élections, le conseil général de la Gironde est présidé par Philippe Madrelle (PS). Il comprend 63 conseillers généraux issus des 63 cantons de la Gironde. 31 d'entre eux sont renouvelables lors de ces élections.
| Parti                               | Sigle | Élus |
| ----------------------------------- | ----- | ---- |
| Majorité (49 sièges)                |       |      |
| Parti socialiste                    | PS    | 45   |
| Parti communiste français           | PCF   | 3    |
| Chasse, pêche, nature et traditions | CPNT  | 1    |
| Opposition (14 sièges)              |       |      |
| Union pour un mouvement populaire   | UMP   | 12   |
| Mouvement démocrate                 | MoDem | 1    |
| Divers droite                       | DVD   | 1    |
| Président du conseil général        |       |      |
| Philippe Madrelle (PS)              |       |      |

## Résultats à l'échelle du département

### Résultats en nombre de sièges
| Parti | Sièges mis en jeu | Élus | Évolution |
| ----- | ----------------- | ---- | --------- |
| PS    | 24                | 24   | =         |
| UMP   | 4                 | 4    | =         |
| PCF   | 2                 | 2    | =         |
| DVG   | 1                 | 1    | =         |

### Assemblée départementale à l'issue des élections
| Parti                               | Sigle | Élus |
| ----------------------------------- | ----- | ---- |
| Majorité (49 sièges)                |       |      |
| Parti socialiste                    | PS    | 45   |
| Parti communiste français           | PCF   | 3    |
| Chasse, pêche, nature et traditions | CPNT  | 1    |
| Opposition (14 sièges)              |       |      |
| Union pour un mouvement populaire   | UMP   | 12   |
| Mouvement démocrate                 | MoDem | 1    |
| Divers droite                       | DVD   | 1    |
| Président du conseil général        |       |      |
| Philippe Madrelle (PS)              |       |      |

## Résultats par canton

### Canton d'Arcachon
| Candidats      | Candidats        | Étiquette      | Premier tour | Premier tour |
| Candidats      | Candidats        | Étiquette      | Voix         | %            |
| -------------- | ---------------- | -------------- | ------------ | ------------ |
|                | Yves Foulon*     | UMP            | 2 778        | 55,90        |
|                | Marlène Peyrutie | PS             | 747          | 15,03        |
|                | Vital Baude      | EELV           | 658          | 13,24        |
|                | Chantal Bernard  | FN             | 589          | 11,85        |
|                | Pierre Cléaz     | FG             | 125          | 2,52         |
|                | Vincent Minville | DVD            | 73           | 1,47         |
|                |                  |                |              |              |
| Inscrits       | Inscrits         | Inscrits       | 10 273       | 100,00       |
| Abstentions    | Abstentions      | Abstentions    | 5 238        | 50,99        |
| Votants        | Votants          | Votants        | 5 035        | 49,01        |
| Blancs et nuls | Blancs et nuls   | Blancs et nuls | 65           | 1,29         |
| Exprimés       | Exprimés         | Exprimés       | 4 970        | 98,71        |

*sortant

### Canton d’Audenge
| Candidats      | Candidats          | Étiquette      | Premier tour | Premier tour | Second tour | Second tour |
| Candidats      | Candidats          | Étiquette      | Voix         | %            | Voix        | %           |
| -------------- | ------------------ | -------------- | ------------ | ------------ | ----------- | ----------- |
|                | Christian Gaubert* | PS             | 6 552        | 35,52        | 10 533      | 56,62       |
|                | Anny Bey           | UMP            | 4 885        | 26,48        | 8 071       | 43,38       |
|                | Lydie Croizier     | FN             | 3 287        | 17,82        |             |             |
|                | Jean-Robert Bros   | EELV           | 1 953        | 10,59        |             |             |
|                | Joël Confoulan     | DVD            | 1 029        | 5,58         |             |             |
|                | Christian Darriet  | FG             | 740          | 4,01         |             |             |
|                |                    |                |              |              |             |             |
| Inscrits       | Inscrits           | Inscrits       | 45 422       | 100,00       | 45 422      | 100,00      |
| Abstentions    | Abstentions        | Abstentions    | 26 562       | 58,48        | 25 466      | 56,07       |
| Votants        | Votants            | Votants        | 18 860       | 41,52        | 19 956      | 43,93       |
| Blancs et nuls | Blancs et nuls     | Blancs et nuls | 414          | 2,20         | 1 352       | 6,77        |
| Exprimés       | Exprimés           | Exprimés       | 18 446       | 97,80        | 18 604      | 93,23       |

*sortant

### Canton d'Auros
| Candidats      | Candidats          | Étiquette      | Premier tour | Premier tour | Second tour | Second tour |
| Candidats      | Candidats          | Étiquette      | Voix         | %            | Voix        | %           |
| -------------- | ------------------ | -------------- | ------------ | ------------ | ----------- | ----------- |
|                | Francis Zaghet     | PS             | 1 033        | 41,29        | 1 386       | 56,83       |
|                | André-Marc Barnett | UMP            | 836          | 33,41        | 1 053       | 43,17       |
|                | Jean Le Guern      | FN             | 352          | 14,07        |             |             |
|                | Christian Dubouilh | FG             | 281          | 11,23        |             |             |
|                |                    |                |              |              |             |             |
| Inscrits       | Inscrits           | Inscrits       | 4 127        | 100,00       | 4 127       | 100,00      |
| Abstentions    | Abstentions        | Abstentions    | 1 532        | 37,12        | 1 499       | 36,32       |
| Votants        | Votants            | Votants        | 2 595        | 62,88        | 2 628       | 63,68       |
| Blancs et nuls | Blancs et nuls     | Blancs et nuls | 93           | 3,58         | 189         | 7,19        |
| Exprimés       | Exprimés           | Exprimés       | 2 502        | 96,42        | 2 439       | 92,81       |

### Canton de Bègles
| Candidats      | Candidats           | Étiquette      | Premier tour | Premier tour | Second tour | Second tour |
| Candidats      | Candidats           | Étiquette      | Voix         | %            | Voix        | %           |
| -------------- | ------------------- | -------------- | ------------ | ------------ | ----------- | ----------- |
|                | Jean-Jacques Paris* | PCF            | 2 118        | 33,46        | 3 219       | 100,00      |
|                | Jacques Raynaud     | PS             | 1 755        | 27,73        |             |             |
|                | Fabienne Fédou      | EELV           | 1 670        | 26,38        |             |             |
|                | Yann Chaigne        | MoDem          | 787          | 12,43        |             |             |
|                |                     |                |              |              |             |             |
| Inscrits       | Inscrits            | Inscrits       | 16 668       | 100,00       | 16 668      | 100,00      |
| Abstentions    | Abstentions         | Abstentions    | 10 120       | 60,72        | 12 215      | 73,28       |
| Votants        | Votants             | Votants        | 6 548        | 39,28        | 4 453       | 26,72       |
| Blancs et nuls | Blancs et nuls      | Blancs et nuls | 218          | 3,33         | 1 234       | 27,71       |
| Exprimés       | Exprimés            | Exprimés       | 6 330        | 96,67        | 3 219       | 72,29       |

*sortant

### Canton de Belin-Béliet
| Candidats      | Candidats                 | Étiquette      | Premier tour | Premier tour | Second tour | Second tour |
| Candidats      | Candidats                 | Étiquette      | Voix         | %            | Voix        | %           |
| -------------- | ------------------------- | -------------- | ------------ | ------------ | ----------- | ----------- |
|                | Vincent Nuchy*            | PS             | 2 227        | 41,74        | 3 181       | 63,67       |
|                | Marie-Christine Lemonnier | UMP            | 1 282        | 24,03        | 1 815       | 36,33       |
|                | Robert Mercadier          | FN             | 847          | 15,87        |             |             |
|                | Dominique Baude           | EELV           | 771          | 14,45        |             |             |
|                | Jacky Cusol               | FG             | 209          | 3,92         |             |             |
|                |                           |                |              |              |             |             |
| Inscrits       | Inscrits                  | Inscrits       | 11 122       | 100,00       | 11 122      | 100,00      |
| Abstentions    | Abstentions               | Abstentions    | 5 601        | 50,34        | 5 680       | 51,11       |
| Votants        | Votants                   | Votants        | 5 523        | 49,66        | 5 442       | 48,89       |
| Blancs et nuls | Blancs et nuls            | Blancs et nuls | 187          | 3,39         | 446         | 8,20        |
| Exprimés       | Exprimés                  | Exprimés       | 5 336        | 96,61        | 4 996       | 91,80       |

*sortant

### Canton de Bordeaux-2
| Candidats      | Candidats          | Étiquette      | Premier tour | Premier tour | Second tour | Second tour |
| Candidats      | Candidats          | Étiquette      | Voix         | %            | Voix        | %           |
| -------------- | ------------------ | -------------- | ------------ | ------------ | ----------- | ----------- |
|                | Anne-Marie Cazalet | UMP            | 1 847        | 35,99        | 2 817       | 49,60       |
|                | Michèle Delaunay*  | PS             | 1 777        | 34,63        | 2 862       | 50,40       |
|                | Valérie Colombier  | FN             | 579          | 11,28        |             |             |
|                | Marc Lasaygues     | EELV           | 533          | 10,39        |             |             |
|                | Patrick Alvarez    | FG             | 292          | 5,69         |             |             |
|                | Stéphane Boudy     | DVG            | 61           | 1,19         |             |             |
|                | Christophe Bugeau  | DVD            | 43           | 0,84         |             |             |
|                |                    |                |              |              |             |             |
| Inscrits       | Inscrits           | Inscrits       | 15 323       | 100,00       | 15 324      | 100,00      |
| Abstentions    | Abstentions        | Abstentions    | 10 112       | 65,99        | 9 423       | 61,49       |
| Votants        | Votants            | Votants        | 5 211        | 34,01        | 5 901       | 38,51       |
| Blancs et nuls | Blancs et nuls     | Blancs et nuls | 79           | 1,52         | 222         | 3,76        |
| Exprimés       | Exprimés           | Exprimés       | 5 132        | 98,48        | 5 679       | 96,24       |

*sortant

### Canton de Bordeaux-6
| Candidats      | Candidats        | Étiquette      | Premier tour | Premier tour | Second tour | Second tour |
| Candidats      | Candidats        | Étiquette      | Voix         | %            | Voix        | %           |
| -------------- | ---------------- | -------------- | ------------ | ------------ | ----------- | ----------- |
|                | Jacques Respaud* | PS             | 1 758        | 36,67        | 3 183       | 64,85       |
|                | Alain Moga       | UMP            | 1 487        | 31,02        | 1 725       | 35,15       |
|                | Olivier Cazaux   | EELV           | 1 097        | 22,88        |             |             |
|                | Vincent Maurin   | FG             | 394          | 8,22         |             |             |
|                | Jean-Luc Venture | POI            | 58           | 1,21         |             |             |
|                |                  |                |              |              |             |             |
| Inscrits       | Inscrits         | Inscrits       | 14 314       | 100,00       | 14 314      | 100,00      |
| Abstentions    | Abstentions      | Abstentions    | 9 422        | 65,82        | 9 213       | 64,26       |
| Votants        | Votants          | Votants        | 4 892        | 34,18        | 5 101       | 35,64       |
| Blancs et nuls | Blancs et nuls   | Blancs et nuls | 98           | 2,00         | 193         | 3,78        |
| Exprimés       | Exprimés         | Exprimés       | 4 794        | 98,00        | 4 908       | 96,22       |

*sortant

### Canton de Bordeaux-8
| Candidats      | Candidats            | Étiquette      | Premier tour | Premier tour | Second tour | Second tour |
| Candidats      | Candidats            | Étiquette      | Voix         | %            | Voix        | %           |
| -------------- | -------------------- | -------------- | ------------ | ------------ | ----------- | ----------- |
|                | Pierre Lothaire*     | UMP            | 5 266        | 53,42        | 5 946       | 58,99       |
|                | Béatrice Desaigues   | PS             | 2 689        | 27,28        | 4 134       | 41,01       |
|                | Alexandre Marsat     | EELV           | 1 509        | 15,31        |             |             |
|                | Anne-Marie Guichaoua | FG             | 394          | 4,00         |             |             |
|                |                      |                |              |              |             |             |
| Inscrits       | Inscrits             | Inscrits       | 27 609       | 100,00       | 27 609      | 100,00      |
| Abstentions    | Abstentions          | Abstentions    | 17 469       | 63,27        | 17 104      | 61,95       |
| Votants        | Votants              | Votants        | 10 140       | 36,73        | 10 505      | 38,05       |
| Blancs et nuls | Blancs et nuls       | Blancs et nuls | 282          | 2,78         | 425         | 4,05        |
| Exprimés       | Exprimés             | Exprimés       | 9 858        | 97,22        | 10 080      | 95,95       |

*sortant

### Canton de Bourg
| Candidats      | Candidats          | Étiquette      | Premier tour | Premier tour | Second tour | Second tour |
| Candidats      | Candidats          | Étiquette      | Voix         | %            | Voix        | %           |
| -------------- | ------------------ | -------------- | ------------ | ------------ | ----------- | ----------- |
|                | Max Jean-Jean*     | PS             | 1 491        | 35,32        | 2 406       | 60,21       |
|                | Jean-Franck Blanc  | UMP            | 1 029        | 24,37        | 1 590       | 39,79       |
|                | Jean-Pierre Caloni | FN             | 777          | 18,40        |             |             |
|                | Michèle Bechet     | EELV           | 405          | 9,59         |             |             |
|                | Raymond Rodriguez  | FG             | 296          | 7,01         |             |             |
|                | Christian Baqué    | POI            | 224          | 5,31         |             |             |
|                |                    |                |              |              |             |             |
| Inscrits       | Inscrits           | Inscrits       | 9 367        | 100,00       | 9 382       | 100,00      |
| Abstentions    | Abstentions        | Abstentions    | 5 036        | 53,71        | 4 994       | 53,23       |
| Votants        | Votants            | Votants        | 4 341        | 46,29        | 4 388       | 46,77       |
| Blancs et nuls | Blancs et nuls     | Blancs et nuls | 119          | 2,74         | 392         | 8,93        |
| Exprimés       | Exprimés           | Exprimés       | 4 222        | 97,26        | 3 996       | 91,07       |

*sortant

### Canton de Branne
| Candidats      | Candidats         | Étiquette      | Premier tour | Premier tour | Second tour | Second tour |
| Candidats      | Candidats         | Étiquette      | Voix         | %            | Voix        | %           |
| -------------- | ----------------- | -------------- | ------------ | ------------ | ----------- | ----------- |
|                | Catherine Viandon | UMP            | 1 493        | 31,60        | 2 344       | 48,24       |
|                | Christian Mur*    | PS             | 1 430        | 30,26        | 2 515       | 51,76       |
|                | William Marcy     | FN             | 770          | 16,30        |             |             |
|                | Pascal Bourgois   | EELV           | 559          | 11,83        |             |             |
|                | Bruno Fontan      | FG             | 473          | 10,01        |             |             |
|                |                   |                |              |              |             |             |
| Inscrits       | Inscrits          | Inscrits       | 10 391       | 100,00       | 10 392      | 100,00      |
| Abstentions    | Abstentions       | Abstentions    | 5 550        | 53,41        | 5 164       | 49,68       |
| Votants        | Votants           | Votants        | 4 841        | 46,59        | 5 228       | 50,31       |
| Blancs et nuls | Blancs et nuls    | Blancs et nuls | 116          | 2,40         | 369         | 7,06        |
| Exprimés       | Exprimés          | Exprimés       | 4 725        | 97,60        | 4 859       | 92,94       |

*sortant

### Canton de Cadillac
| Candidats      | Candidats        | Étiquette      | Premier tour | Premier tour | Second tour | Second tour |
| Candidats      | Candidats        | Étiquette      | Voix         | %            | Voix        | %           |
| -------------- | ---------------- | -------------- | ------------ | ------------ | ----------- | ----------- |
|                | Guy Moréno       | PS             | 1 275        | 29,60        | 1 849       | 56,15       |
|                | Lionel Chollon   | FG             | 951          | 22,08        | 1 444       | 43,85       |
|                | Pierre Préaut    | UMP            | 920          | 21,36        |             |             |
|                | Albert Laulhère  | FN             | 626          | 14,53        |             |             |
|                | Frédéric Lataste | NC             | 535          | 12,42        |             |             |
|                |                  |                |              |              |             |             |
| Inscrits       | Inscrits         | Inscrits       | 8 983        | 100,00       | 8 974       | 100,00      |
| Abstentions    | Abstentions      | Abstentions    | 4 546        | 50,67        | 4 938       | 55,03       |
| Votants        | Votants          | Votants        | 4 456        | 49,33        | 4 036       | 44,97       |
| Blancs et nuls | Blancs et nuls   | Blancs et nuls | 119          | 2,69         | 743         | 18,41       |
| Exprimés       | Exprimés         | Exprimés       | 4 307        | 97,31        | 3 293       | 81,59       |

### Canton de Captieux
| Candidats      | Candidats               | Étiquette      | Premier tour | Premier tour |
| Candidats      | Candidats               | Étiquette      | Voix         | %            |
| -------------- | ----------------------- | -------------- | ------------ | ------------ |
|                | Jean-Luc Gleyze*        | PS             | 931          | 81,24        |
|                | Pierre Croizier         | FN             | 85           | 7,42         |
|                | Olivier Huynh-Quan-Minh | EELV           | 49           | 4,28         |
|                | Gérard Dugad            | DVD            | 44           | 3,84         |
|                | Liliane Baribaud        | FG             | 37           | 3,23         |
|                |                         |                |              |              |
| Inscrits       | Inscrits                | Inscrits       | 1 660        | 100,00       |
| Abstentions    | Abstentions             | Abstentions    | 487          | 29,34        |
| Votants        | Votants                 | Votants        | 1 173        | 70,66        |
| Blancs et nuls | Blancs et nuls          | Blancs et nuls | 27           | 2,30         |
| Exprimés       | Exprimés                | Exprimés       | 1 146        | 97,70        |

*sortant

### Canton de Carbon-Blanc
| Candidats      | Candidats            | Étiquette      | Premier tour | Premier tour | Second tour | Second tour |
| Candidats      | Candidats            | Étiquette      | Voix         | %            | Voix        | %           |
| -------------- | -------------------- | -------------- | ------------ | ------------ | ----------- | ----------- |
|                | Philippe Madrelle*   | PS             | 5 672        | 53,19        | 8 309       | 73,98       |
|                | Jean-Paul Debailleul | FN             | 1 822        | 17,09        | 2 922       | 26,02       |
|                | Marie-Claude Gougaud | UMP            | 1 249        | 11,71        |             |             |
|                | Paula Knibbs         | EELV           | 1 160        | 10,88        |             |             |
|                | Aïcha Colas          | FG             | 550          | 5,16         |             |             |
|                | Denis Mauget         | POI            | 211          | 1,98         |             |             |
|                |                      |                |              |              |             |             |
| Inscrits       | Inscrits             | Inscrits       | 27 156       | 100,00       | 27 156      | 100,00      |
| Abstentions    | Abstentions          | Abstentions    | 16 267       | 59,90        | 15 236      | 56,11       |
| Votants        | Votants              | Votants        | 10 889       | 40,10        | 11 920      | 43,89       |
| Blancs et nuls | Blancs et nuls       | Blancs et nuls | 225          | 2,07         | 689         | 5,78        |
| Exprimés       | Exprimés             | Exprimés       | 10 664       | 97,93        | 11 231      | 94,33       |

*sortant

### Canton de Castelnau-de-Médoc
| Candidats      | Candidats          | Étiquette      | Premier tour | Premier tour | Second tour | Second tour |
| Candidats      | Candidats          | Étiquette      | Voix         | %            | Voix        | %           |
| -------------- | ------------------ | -------------- | ------------ | ------------ | ----------- | ----------- |
|                | Pascale Got        | PS             | 3 938        | 39,17        | 6 972       | 68,19       |
|                | Jean-Luc Aupetit   | FN             | 1 917        | 19,07        | 3 252       | 31,81       |
|                | Laurent Peyrondet  | MoDem          | 1 912        | 19,02        |             |             |
|                | Stéphane Saubusse  | EELV           | 980          | 9,75         |             |             |
|                | Johnny Caron       | CPNT           | 584          | 5,81         |             |             |
|                | Alain Curot        | FG             | 416          | 4,14         |             |             |
|                | Jean-Claude Martin | PRG            | 306          | 3,04         |             |             |
|                |                    |                |              |              |             |             |
| Inscrits       | Inscrits           | Inscrits       | 23 450       | 100,00       | 23 450      | 100,00      |
| Abstentions    | Abstentions        | Abstentions    | 13 120       | 55,95        | 12 409      | 52,91       |
| Votants        | Votants            | Votants        | 10 330       | 44,05        | 11 043      | 47,09       |
| Blancs et nuls | Blancs et nuls     | Blancs et nuls | 277          | 2,68         | 819         | 7,42        |
| Exprimés       | Exprimés           | Exprimés       | 10 053       | 97,32        | 10 224      | 92,58       |

### Canton de Cenon
| Candidats      | Candidats                | Étiquette      | Premier tour | Premier tour | Second tour | Second tour |
| Candidats      | Candidats                | Étiquette      | Voix         | %            | Voix        | %           |
| -------------- | ------------------------ | -------------- | ------------ | ------------ | ----------- | ----------- |
|                | Alain David*             | PS             | 4 538        | 52,96        | 6 823       | 73,82       |
|                | Xavier Buaillon          | FN             | 1 672        | 19,51        | 2 420       | 26,18       |
|                | Marie-Christine Boutheau | EELV           | 865          | 10,10        |             |             |
|                | Philippe Tardy           | UMP            | 856          | 9,99         |             |             |
|                | Fabien Gay               | FG             | 479          | 5,59         |             |             |
|                | Christine Heraud         | NPA            | 158          | 1,84         |             |             |
|                |                          |                |              |              |             |             |
| Inscrits       | Inscrits                 | Inscrits       | 22 654       | 100,00       | 22 654      | 100,00      |
| Abstentions    | Abstentions              | Abstentions    | 13 909       | 61,40        | 12 879      | 56,85       |
| Votants        | Votants                  | Votants        | 8 745        | 38,60        | 9 775       | 43,15       |
| Blancs et nuls | Blancs et nuls           | Blancs et nuls | 177          | 2,02         | 532         | 5,44        |
| Exprimés       | Exprimés                 | Exprimés       | 8 568        | 97,98        | 9 243       | 94,56       |

*sortant

### Canton de Floirac
| Candidats      | Candidats            | Étiquette      | Premier tour | Premier tour | Second tour | Second tour |
| Candidats      | Candidats            | Étiquette      | Voix         | %            | Voix        | %           |
| -------------- | -------------------- | -------------- | ------------ | ------------ | ----------- | ----------- |
|                | Jean-Pierre Soubie*  | PS             | 2 273        | 47,43        | 4 306       | 71,22       |
|                | Sylvie Gaidier       | FN             | 1 041        | 21,72        | 1 740       | 28,78       |
|                | Philippe Verbois     | MoDem          | 971          | 20,26        |             |             |
|                | Martine Chevaucherie | EELV           | 690          | 14,40        |             |             |
|                | Françoise Cantet     | FG             | 518          | 10,81        |             |             |
|                | Pascal Bourdon       | NPA            | 142          | 2,96         |             |             |
|                |                      |                |              |              |             |             |
| Inscrits       | Inscrits             | Inscrits       | 16 514       | 100,00       | 16 514      | 100,00      |
| Abstentions    | Abstentions          | Abstentions    | 10 791       | 65,34        | 10 047      | 60,84       |
| Votants        | Votants              | Votants        | 5 723        | 34,66        | 6 467       | 39,16       |
| Blancs et nuls | Blancs et nuls       | Blancs et nuls | 88           | 1,54         | 421         | 6,51        |
| Exprimés       | Exprimés             | Exprimés       | 5 635        | 98,46        | 6 046       | 93,49       |

*sortant

### Canton de Guîtres
| Candidats      | Candidats            | Étiquette      | Premier tour | Premier tour | Second tour | Second tour |
| Candidats      | Candidats            | Étiquette      | Voix         | %            | Voix        | %           |
| -------------- | -------------------- | -------------- | ------------ | ------------ | ----------- | ----------- |
|                | Alain Marois*        | PS             | 1 913        | 39,73        | 2 780       | 59,80       |
|                | Jean-Claude Abanades | CNIP           | 1 162        | 24,13        | 1 869       | 40,20       |
|                | Christian Roche      | FN             | 971          | 20,17        |             |             |
|                | Martine Bertani      | EELV           | 450          | 9,35         |             |             |
|                | Sébastien Laborde    | FG             | 319          | 6,63         |             |             |
|                |                      |                |              |              |             |             |
| Inscrits       | Inscrits             | Inscrits       | 11 325       | 100,00       | 11 325      | 100,00      |
| Abstentions    | Abstentions          | Abstentions    | 6 394        | 56,87        | 6 281       | 55,46       |
| Votants        | Votants              | Votants        | 4 931        | 43,13        | 5 044       | 44,54       |
| Blancs et nuls | Blancs et nuls       | Blancs et nuls | 116          | 2,35         | 395         | 7,83        |
| Exprimés       | Exprimés             | Exprimés       | 4 815        | 97,65        | 4 649       | 92,17       |

*sortant

### Canton de La Brède
| Candidats      | Candidats       | Étiquette      | Premier tour | Premier tour | Second tour | Second tour |
| Candidats      | Candidats       | Étiquette      | Voix         | %            | Voix        | %           |
| -------------- | --------------- | -------------- | ------------ | ------------ | ----------- | ----------- |
|                | Bernard Fath*   | PS             | 5 015        | 42,58        | 7 469       | 66,39       |
|                | Francis Gazeau  | UMP            | 1 958        | 16,62        | 3 782       | 33,61       |
|                | Luciel Julien   | FN             | 1 882        | 15,98        |             |             |
|                | Jocelyne Pellet | EELV           | 1 486        | 12,62        |             |             |
|                | François Papiau | FG             | 726          | 6,16         |             |             |
|                | Jean-Luc Stanek | NC             | 712          | 6,04         |             |             |
|                |                 |                |              |              |             |             |
| Inscrits       | Inscrits        | Inscrits       | 27 338       | 100,00       | 27 338      | 100,00      |
| Abstentions    | Abstentions     | Abstentions    | 15 292       | 55,94        | 15 189      | 55,56       |
| Votants        | Votants         | Votants        | 12 046       | 44,06        | 12 149      | 44,44       |
| Blancs et nuls | Blancs et nuls  | Blancs et nuls | 267          | 2,22         | 898         | 7,39        |
| Exprimés       | Exprimés        | Exprimés       | 11 779       | 97,78        | 11 251      | 92,61       |

*sortant

### Canton de Libourne
| Candidats      | Candidats            | Étiquette      | Premier tour | Premier tour | Second tour | Second tour |
| Candidats      | Candidats            | Étiquette      | Voix         | %            | Voix        | %           |
| -------------- | -------------------- | -------------- | ------------ | ------------ | ----------- | ----------- |
|                | Isabelle Hardy       | PS             | 3 467        | 32,17        | 7 223       | 63,69       |
|                | Anne-Christine Royal | FN             | 2 252        | 20,90        | 4 117       | 36,31       |
|                | Nelly Darrigan       | UMP            | 2 097        | 19,46        |             |             |
|                | Mireille Teule       | EELV           | 1 068        | 9,91         |             |             |
|                | Marie-Thérèse Alonso | NC             | 641          | 5,95         |             |             |
|                | Antoine Carbonnier   | DVG            | 574          | 5,33         |             |             |
|                | Lolita Arenas        | FG             | 556          | 5,16         |             |             |
|                | Pascal Teillet       | POI            | 122          | 1,13         |             |             |
|                |                      |                |              |              |             |             |
| Inscrits       | Inscrits             | Inscrits       | 27 464       | 100,00       | 27 466      | 100,00      |
| Abstentions    | Abstentions          | Abstentions    | 16 416       | 59,77        | 15 026      | 54,71       |
| Votants        | Votants              | Votants        | 11 048       | 40,23        | 12 440      | 45,29       |
| Blancs et nuls | Blancs et nuls       | Blancs et nuls | 271          | 2,45         | 1100        | 8,84        |
| Exprimés       | Exprimés             | Exprimés       | 10 777       | 97,55        | 11 340      | 91,16       |

### Canton de Mérignac-2
| Candidats      | Candidats        | Étiquette      | Premier tour | Premier tour | Second tour | Second tour |
| Candidats      | Candidats        | Étiquette      | Voix         | %            | Voix        | %           |
| -------------- | ---------------- | -------------- | ------------ | ------------ | ----------- | ----------- |
|                | Jacques Fergeau* | PS             | 4 262        | 38,29        | 7 070       | 66,00       |
|                | Thierry Millet   | NC             | 2 235        | 20,08        | 3 648       | 34,00       |
|                | Gérard Chausset  | EELV           | 2 124        | 19,08        |             |             |
|                | Alain Trouille   | FN             | 1 634        | 14,68        |             |             |
|                | Claude Mellier   | FG             | 606          | 5,44         |             |             |
|                | Bernard Gonzalez | DLR            | 270          | 2,43         |             |             |
|                |                  |                |              |              |             |             |
| Inscrits       | Inscrits         | Inscrits       | 29 142       | 100,00       | 29 141      | 100,00      |
| Abstentions    | Abstentions      | Abstentions    | 17 750       | 60,91        | 17 222      | 60,81       |
| Votants        | Votants          | Votants        | 11 392       | 39,09        | 11 419      | 39,19       |
| Blancs et nuls | Blancs et nuls   | Blancs et nuls | 261          | 2,29         | 701         | 6,14        |
| Exprimés       | Exprimés         | Exprimés       | 11 131       | 97,71        | 10 718      | 93,86       |

*sortant

### Canton de Monségur
| Candidats      | Candidats         | Étiquette      | Premier tour | Premier tour |
| Candidats      | Candidats         | Étiquette      | Voix         | %            |
| -------------- | ----------------- | -------------- | ------------ | ------------ |
|                | Bernard Dussaut*  | PS             | 1 287        | 67,81        |
|                | Gonzague Malherbe | FN             | 272          | 14,33        |
|                | Marc Peuvrier     | MoDem          | 233          | 12,28        |
|                | Benjamin Regonesi | FG             | 106          | 5,58         |
|                |                   |                |              |              |
| Inscrits       | Inscrits          | Inscrits       | 3 445        | 100,00       |
| Abstentions    | Abstentions       | Abstentions    | 1 499        | 43,51        |
| Votants        | Votants           | Votants        | 1 946        | 56,49        |
| Blancs et nuls | Blancs et nuls    | Blancs et nuls | 48           | 2,47         |
| Exprimés       | Exprimés          | Exprimés       | 1 898        | 97,53        |

*sortant

### Canton de Pauillac
| Candidats      | Candidats          | Étiquette      | Premier tour | Premier tour | Second tour | Second tour |
| Candidats      | Candidats          | Étiquette      | Voix         | %            | Voix        | %           |
| -------------- | ------------------ | -------------- | ------------ | ------------ | ----------- | ----------- |
|                | Sébastien Hournau* | PS             | 1 646        | 42,34        | 2 425       | 59,82       |
|                | Jacques Colombier  | FN             | 1 053        | 27,08        | 1 629       | 40,18       |
|                | Jean Mincoy        | UMP            | 854          | 21,97        |             |             |
|                | Christopher Nunes  | EELV           | 207          | 5,32         |             |             |
|                | Stéphane Leclair   | FG             | 128          | 3,29         |             |             |
|                |                    |                |              |              |             |             |
| Inscrits       | Inscrits           | Inscrits       | 8 386        | 100,00       | 8 386       | 100,00      |
| Abstentions    | Abstentions        | Abstentions    | 4 403        | 52,50        | 4 065       | 48,47       |
| Votants        | Votants            | Votants        | 3 983        | 47,50        | 4 321       | 51,53       |
| Blancs et nuls | Blancs et nuls     | Blancs et nuls | 95           | 2,39         | 267         | 6,18        |
| Exprimés       | Exprimés           | Exprimés       | 3 888        | 97,61        | 4 054       | 93,82       |

*sortant

### Canton de Pessac-1
| Candidats      | Candidats            | Étiquette      | Premier tour | Premier tour | Second tour | Second tour |
| Candidats      | Candidats            | Étiquette      | Voix         | %            | Voix        | %           |
| -------------- | -------------------- | -------------- | ------------ | ------------ | ----------- | ----------- |
|                | Edith Moncoucut*     | PS             | 3 035        | 46,62        | 4 813       | 71,73       |
|                | Eric Martin          | UMP            | 1 630        | 25,04        | 1 897       | 28,27       |
|                | Frédéric Woringer    | EELV           | 1 131        | 17,37        |             |             |
|                | Christophe Bibes     | FG             | 399          | 6,13         |             |             |
|                | Isabelle Ufferte     | NPA            | 201          | 3,09         |             |             |
|                | Jacques Reygrobellet | POI            | 114          | 1,75         |             |             |
|                |                      |                |              |              |             |             |
| Inscrits       | Inscrits             | Inscrits       | 18 446       | 100,00       | 18 438      | 100,00      |
| Abstentions    | Abstentions          | Abstentions    | 11 737       | 63,63        | 11 403      | 61,85       |
| Votants        | Votants              | Votants        | 6 709        | 36,37        | 7 035       | 38,15       |
| Blancs et nuls | Blancs et nuls       | Blancs et nuls | 199          | 2,97         | 325         | 4,62        |
| Exprimés       | Exprimés             | Exprimés       | 6 510        | 97,03        | 6 710       | 95,38       |

*sortant

### Canton de Pujols
| Candidats      | Candidats             | Étiquette      | Premier tour | Premier tour | Second tour | Second tour |
| Candidats      | Candidats             | Étiquette      | Voix         | %            | Voix        | %           |
| -------------- | --------------------- | -------------- | ------------ | ------------ | ----------- | ----------- |
|                | Liliane Poivert       | UMP            | 1 275        | 42,22        | 1 705       | 53,84       |
|                | Marie-Émilie Sallette | PS             | 1 013        | 33,54        | 1 462       | 46,16       |
|                | Daniel Rusail         | FN             | 536          | 17,75        |             |             |
|                | Frédéric Dessimoulies | FG             | 196          | 6,49         |             |             |
|                |                       |                |              |              |             |             |
| Inscrits       | Inscrits              | Inscrits       | 5 685        | 100,00       | 5 685       | 100,00      |
| Abstentions    | Abstentions           | Abstentions    | 2 593        | 45,63        | 2 312       | 40,67       |
| Votants        | Votants               | Votants        | 3 092        | 54,37        | 3 373       | 59,33       |
| Blancs et nuls | Blancs et nuls        | Blancs et nuls | 72           | 2,33         | 206         | 6,11        |
| Exprimés       | Exprimés              | Exprimés       | 3 020        | 97,67        | 3 167       | 93,89       |

### Canton de Saint-Ciers-sur-Gironde
| Candidats      | Candidats         | Étiquette      | Premier tour | Premier tour |
| Candidats      | Candidats         | Étiquette      | Voix         | %            |
| -------------- | ----------------- | -------------- | ------------ | ------------ |
|                | Philippe Plisson* | PS             | 2 320        | 50,24        |
|                | Anne-Marie Verit  | DVD            | 981          | 21,24        |
|                | Pierre Dinet      | FN             | 882          | 19,10        |
|                | Thierry Delottier | EELV           | 247          | 5,35         |
|                | Hervé-Noël Staal  | FG             | 188          | 4,07         |
|                |                   |                |              |              |
| Inscrits       | Inscrits          | Inscrits       | 9 158        | 100,00       |
| Abstentions    | Abstentions       | Abstentions    | 4 324        | 47,22        |
| Votants        | Votants           | Votants        | 4 934        | 52,78        |
| Blancs et nuls | Blancs et nuls    | Blancs et nuls | 216          | 4,47         |
| Exprimés       | Exprimés          | Exprimés       | 4 618        | 95,53        |

*sortant

### Canton de Saint-Laurent-Médoc
| Candidats      | Candidats             | Étiquette      | Premier tour | Premier tour | Second tour | Second tour |
| Candidats      | Candidats             | Étiquette      | Voix         | %            | Voix        | %           |
| -------------- | --------------------- | -------------- | ------------ | ------------ | ----------- | ----------- |
|                | Christophe Birot      | PS             | 1 647        | 44,78        | 2 450       | 65,19       |
|                | Jean-Marie Feron      | UMP            | 926          | 25,18        | 1 308       | 34,81       |
|                | Alain Boniton         | FN             | 572          | 15,55        |             |             |
|                | Cécile Hosteins       | FG             | 322          | 8,75         |             |             |
|                | Françoise Bartholomew | EELV           | 211          | 5,74         |             |             |
|                |                       |                |              |              |             |             |
| Inscrits       | Inscrits              | Inscrits       | 7 359        | 100,00       | 7 359       | 100,00      |
| Abstentions    | Abstentions           | Abstentions    | 3 602        | 48,95        | 3 389       | 46,05       |
| Votants        | Votants               | Votants        | 3 757        | 51,05        | 3 970       | 53,95       |
| Blancs et nuls | Blancs et nuls        | Blancs et nuls | 79           | 2,10         | 212         | 5,34        |
| Exprimés       | Exprimés              | Exprimés       | 3 678        | 97,90        | 3 758       | 94,66       |

### Canton de Saint-Macaire
| Candidats      | Candidats          | Étiquette      | Premier tour | Premier tour | Second tour | Second tour |
| Candidats      | Candidats          | Étiquette      | Voix         | %            | Voix        | %           |
| -------------- | ------------------ | -------------- | ------------ | ------------ | ----------- | ----------- |
|                | Michel Hilaire*    | PCF            | 1 381        | 42,61        | 1 996       | 65,74       |
|                | Florence Lassarade | UMP            | 697          | 21,51        | 1 040       | 34,26       |
|                | Bruno Tauzin       | PS             | 665          | 20,52        |             |             |
|                | Gérard Aupetit     | FN             | 498          | 15,37        |             |             |
|                |                    |                |              |              |             |             |
| Inscrits       | Inscrits           | Inscrits       | 6 564        | 100,00       | 6 564       | 100,00      |
| Abstentions    | Abstentions        | Abstentions    | 3 253        | 49,56        | 3 267       | 49,77       |
| Votants        | Votants            | Votants        | 3 311        | 50,44        | 3 297       | 50,23       |
| Blancs et nuls | Blancs et nuls     | Blancs et nuls | 70           | 2,11         | 261         | 7,92        |
| Exprimés       | Exprimés           | Exprimés       | 3 241        | 97,89        | 3 036       | 92,08       |

*sortant

### Canton de Saint-Symphorien
| Candidats      | Candidats          | Étiquette      | Premier tour | Premier tour |
| Candidats      | Candidats          | Étiquette      | Voix         | %            |
| -------------- | ------------------ | -------------- | ------------ | ------------ |
|                | Philippe Carreyre* | PS             | 1 021        | 52,15        |
|                | Jacques Léglise    | DVG            | 249          | 12,72        |
|                | Laetitia Rodriguez | SE             | 229          | 11,70        |
|                | Catherine Bouilhet | FN             | 164          | 8,38         |
|                | Julien Ruiz        | FG             | 144          | 7,35         |
|                | Claude Besombe     | MoDem          | 113          | 5,77         |
|                | Corinne Therage    | NPA            | 38           | 1,94         |
|                |                    |                |              |              |
| Inscrits       | Inscrits           | Inscrits       | 3 464        | 100,00       |
| Abstentions    | Abstentions        | Abstentions    | 1 458        | 42,17        |
| Votants        | Votants            | Votants        | 2 006        | 57,83        |
| Blancs et nuls | Blancs et nuls     | Blancs et nuls | 48           | 2,39         |
| Exprimés       | Exprimés           | Exprimés       | 1 958        | 97,61        |

*sortant

### Canton de Sauveterre-de-Guyenne
| Candidats      | Candidats         | Étiquette      | Premier tour | Premier tour | Second tour | Second tour |
| Candidats      | Candidats         | Étiquette      | Voix         | %            | Voix        | %           |
| -------------- | ----------------- | -------------- | ------------ | ------------ | ----------- | ----------- |
|                | Yves d'Amécourt*  | UMP            | 1 397        | 46,85        | 1 635       | 51,63       |
|                | Daniel Barbe      | PS             | 1 027        | 34,44        | 1 532       | 48,37       |
|                | Christophe Miqueu | FG             | 306          | 10,26        |             |             |
|                | Hans Gouraud      | FN             | 252          | 8,45         |             |             |
|                |                   |                |              |              |             |             |
| Inscrits       | Inscrits          | Inscrits       | 4 916        | 100,00       | 4 916       | 100,00      |
| Abstentions    | Abstentions       | Abstentions    | 1 869        | 36,90        | 1 629       | 33,12       |
| Votants        | Votants           | Votants        | 3 047        | 63,10        | 3 287       | 66,88       |
| Blancs et nuls | Blancs et nuls    | Blancs et nuls | 65           | 2,13         | 120         | 3,65        |
| Exprimés       | Exprimés          | Exprimés       | 2 982        | 97,87        | 3 167       | 96,35       |

*sortant

### Canton de Talence
| Candidats      | Candidats       | Étiquette      | Premier tour | Premier tour | Second tour | Second tour |
| Candidats      | Candidats       | Étiquette      | Voix         | %            | Voix        | %           |
| -------------- | --------------- | -------------- | ------------ | ------------ | ----------- | ----------- |
|                | Gilles Savary*  | PS             | 3 376        | 43,09        | 5 085       | 63,63       |
|                | Aurélien Sebton | MoDem          | 2 379        | 30,37        | 2 906       | 36,37       |
|                | Armand Guérin   | EELV           | 1 405        | 17,93        |             |             |
|                | Bernard Conte   | FG             | 674          | 8,60         |             |             |
|                |                 |                |              |              |             |             |
| Inscrits       | Inscrits        | Inscrits       | 20 349       | 100,00       | 20 349      | 100,00      |
| Abstentions    | Abstentions     | Abstentions    | 12 296       | 60,43        | 11 975      | 58,85       |
| Votants        | Votants         | Votants        | 8 053        | 39,57        | 8 374       | 41,15       |
| Blancs et nuls | Blancs et nuls  | Blancs et nuls | 219          | 2,72         | 383         | 4,57        |
| Exprimés       | Exprimés        | Exprimés       | 7 834        | 97,28        | 7 991       | 95,43       |

*sortant

### Canton de Villandraut
| Candidats      | Candidats               | Étiquette      | Premier tour | Premier tour |
| Candidats      | Candidats               | Étiquette      | Voix         | %            |
| -------------- | ----------------------- | -------------- | ------------ | ------------ |
|                | Isabelle Dexpert*       | PS             | 1 231        | 63,00        |
|                | Marie-France Archimbaud | UMP            | 291          | 14,89        |
|                | Julien Peluchon         | FN             | 241          | 12,33        |
|                | Sophie Laulan           | FG             | 191          | 9,77         |
|                |                         |                |              |              |
| Inscrits       | Inscrits                | Inscrits       | 3 564        | 100,00       |
| Abstentions    | Abstentions             | Abstentions    | 1 560        | 43,77        |
| Votants        | Votants                 | Votants        | 2 004        | 56,23        |
| Blancs et nuls | Blancs et nuls          | Blancs et nuls | 50           | 2,50         |
| Exprimés       | Exprimés                | Exprimés       | 1 954        | 97,50        |

*sortant